# Тарасова, Наталия Павловна
Ната́лия Па́вловна Тара́сова (род. 2 июня 1948, Москва) — советский, затем российский учёный-химик и педагог, ставшая у истоков исследований в области устойчивого развития в России, член-корреспондент РАН по Отделению химии и наук о материалах (1997), профессор, доктор химических наук, директор Института химии и проблем устойчивого развития РХТУ им. Д. И. Менделеева, паст-президент Международного союза теоретической и прикладной химии (IUPAC).

## Биография
В 1966 году поступила в Московский химико-технологический институт (с 1992 года — Российский химико-технологический университет) имени Д. И. Менделеева и с отличием закончила его в 1972 году по специальности «радиационная химия и радиохимия». Под руководством заведующего кафедрой профессора П. А. Загорца, создателя отечественной научной школы радиационно-химического синтеза, выполнила и в 1976 году защитила кандидатскую диссертацию на тему «Радиационно-химический синтез высших алифатических кетонов».
В 1983 году окончила Московский институт электронного машиностроения по специальности «прикладная математика» (второе высшее образование).
В 1989 году стажировалась в Дартмутском колледже (США) у профессора Денниса Л. Медоуза, руководителя проекта Римского клуба «Пределы роста». С этого времени поддерживает с ним тесные научные контакты, которые определили её интерес к так называемой глобальной проблематике и имитационному моделированию.
В 2000 году образован Институт химии и проблем устойчивого развития, в состав которого входят Высший химический колледж РАН, Высший колледж рационального природопользования, кафедры проблем устойчивого развития, социологии, государственной политики в области рационального природопользования, безопасности жизнедеятельности, Высшая школа наук об окружающей среде.
В 1994 году Н. П. Тарасова защитила по спецтеме докторскую диссертацию, в 1995 году была избрана на должность профессора кафедры промышленной экологии.
В 1997 году была избрана членом-корреспондентом РАН, состоит в Отделении химии и наук о материалах.
В 2008 году в Турине член-корреспондент РАН Наталия Тарасова вошла в состав бюро Международного союза теоретической и прикладной химии (International Union of Pure and Applied Chemistry — IUPAC).
В 2009 году в Глазго её избрали членом исполкома бюро IUPAC.
В 2013 году в Стамбуле на 47-й Генеральной ассамблее IUPAC подавляющим большинством голосов она была избрана вице-президентом IUPAC на период 2014—2015 годов.
С 2016 по 2017 год — президент IUPAC.
С 2018 по 2019 год — паст-президент IUPAC.
Таким образом, в течение шести лет Наталия Павловна находится у руля самого главного мирового химического союза.

## Научная и образовательная деятельность
Н. П. Тарасова является директором Института химии и проблем устойчивого развития. В рамках института удалось практически реализовать идеи междисциплинарного образования для устойчивого развития и интеграции высшего образования и фундаментальной науки. Под руководством Тарасовой Н. П. защищено 16 кандидатских и одна докторская диссертация.
Тарасова Н. П. входит в состав ряда экспертных советов и комиссий РАН, в том числе трех специализированных докторских советов. Она является заместителем председателя Национального комитета российских химиков, вице-президентом Российского химического общества им. Д. И. Менделеева, членом бюро Научного совета РАН по проблемам экологии и чрезвычайным ситуациям, членом бюро НТС Министерства природных ресурсов РФ, членом Экологического консультативного совета при мэре города Москвы.
Тарасова Н. П. — член бюро Международного союза по теоретической и прикладной химии (IUPAC).
Тарасова Н. П. входит в состав редакционных коллегий Encyclopedia of Life Support Systems, журналов «Успехи химии» и «Безопасность в техносфере».

## Награды и звания
- Медаль ордена «За заслуги перед Отечеством» II степени (10 сентября 2020 года) — за заслуги в научно-педагогической деятельности, подготовке квалифицированных специалистов и многолетнюю добросовестную работу[2]
- Почетный доктор Университета штата в Боулинг-Грине[англ.] (США)[3],
- Заслуженный работник высшей школы Российской Федерации
- Орден «Знак Почёта» и медали
- Премия Президента РФ в области образования[4]
- Премия Правительства РФ в области образования
- Премия Правительства РФ в области науки и техники

## Научные связи
Вычислительный центр имени А. А. Дородницына РАН, Москва
Институт геологии рудных месторождений, петрографии, минералогии и геохимии РАН (ИГЕМ РАН), Москва
Институт катализа им. Г. К. Борескова СО РАН, Новосибирск
Институт органической и физической химии имени А. Е. Арбузова КазНЦ РАН, Казань
Институт физики атмосферы имени А. М. Обухова РАН, Москва
Иркутский институт химии им. А. Е. Фаворского СО РАН, Иркутск
Йоркский университет, Великобритания
Московский государственный университет им. М. В. Ломоносова, (МГУ), Москва
Санкт-Петербургский государственный университет, Санкт-Петербург
Университет штата в Боулинг-Грине, Центр фотохимических исследований, Огайо, США
Университет Нью-Гэмпшира, США

## Проекты и гранты
- Грант Президента РФ по государственной поддержке ведущих научных школ РФ (НШ-5305.2006.3) «Создание материалов с заданными свойствами на основе неорганических полимеров фосфора», 2006—2007
- Грант РФФИ (03-03-32821) «Исследование реакционной способности элементного фосфора в процессах синтеза красного фосфора с регулируемыми свойствами», 2003—2005
- Научная программа «Университеты России» (268) «Теоретические основы синтеза неорганических полимеров с улучшенными свойствами (на основе элементных фосфора и серы)», 1996—2005
- Грант РФФИ (96-03-32755) «Строение и реакционная способность соединений фосфора в низших степенях окисления», 1996—1998

## Наиболее значимые публикации за последние годы
- Кручина Е. Б., Тарасова Н. П., Судаков С. А., Мясоедов С. Н., Беляева М. П. Оценка вклада базовых показателей в динамику комплексного показателя человеческого потенциала при формировании механизмов устойчивого развития экономических систем // Менеджмент в России и за рубежом. — 2006. — № 2. — С. 17—28.
- Куимов В. А., Гусарова Н. К., Малышева С. Ф., Сухов Б. Г. , Сметанников Ю. В., Тарасова Н. П., Гусаров A. B., Трофимов Б. А. Реакции элементного фосфора и фосфина с электрофилами в сверхосновных системах XVIII.* Фосфорилирование 1-(хлорметил)-нафталина // Журнал общей химии. — 2006. — Т. 76, № 5. — С. 744—749.
- Чекмарев А. М., Тарасова Н. П., Сметанников Ю. В. Химия, ядерная энергетика и устойчивое развитие. / под ред. П. Д. Саркисова. — ИКЦ Академкнига, 2006.
- Тарасова Н. П., Сметанников Ю. В., Артемкина И. М., Лавров И. А., Синайский М. А., Ермаков В. И. Влияние полярности среды на процесс ионной радиационно-инициированной полимеризации элементного (белого) фосфора // Доклады Академии наук. — 2006. — Т. 410, № 5. — С. 640—642.
- Кручина Е. Б., Тарасова Н. П., Павловский Ю. Н., Белотелов Н. В., Бродский Ю. И., Оленев Н. Н. Методика применения имитационной эколого-демографо-экономической модели виртуального государства для оценки качества человеческого потенциала // Менеджмент в России и за рубежом. — 2006. — № 4. — С. 38—45.
- V. G. Tsirelson, N. P. Tarasova, M. F. Bobrov, Yu. V. Smetannikov. Quantitative Analysis of Bonding in P4 Clusters // Heteroatom Chemistry. — 2006. — Vol. 17, № 6. — P. 572—578.
- Трофимов Б. А., Гусарова Н. К., Малышева С. Ф., Куимов., В. А., Сухов Б. Г., Шайхудинова С. И., Тарасова Н. П., Сметанников Ю. В., Синяшин О. Г., Будникова Ю. Г., Казанцева Т. И., Смирнов В. И. Реакции элементного фосфора с электрофилами в сверхосновных системах XVII. Фосфорилирование арилалкенов активными модификациями элементного фосфора // Журнал общей химии. — 2005. — Т. 75, № 9. — С. 439—1444.
- Ягодин Г. А., Тарасова Н. П., Пуртова Е. Е. Экология и устойчивое развитие. — Изд. дом Международного университета в Москве, 2005.
- Тарасова Н. П., Сметанников Ю. В., Пермяков И. В., Мохов А. В. Закономерности эмульсионной полимеризации элементного фосфора под действием гамма-излучения. // Известия высших учебных заведений. Химия и химическая технология. — 2004. — Т. 47, № 9. — С. 50—52.
- Алымов В. Т., Тарасова Н. П. Техногенный риск. Анализ и оценка. — ИНЦ Академкнига, 2004.
- Tarasova N.P. Chemical Education and Sustainable Development in Russia // Chemistry Intern.. — 2004. — Vol. 26, № 4. — P. 3—6.
- Сухов Б. Г., Малышева С. Ф., Куимов В. А., Сметанников Ю. В., Тарасова Н. П., Лупанов А. Н., Гусарова Н. К., Трофимов Б. А. Реакция активированного красного фосфора с аллибромидом в условиях межфазного катализа. // Журнал общей химии. — 2004. — Т. 74, № 7. — С. 1219—1220.
- Sukhov B., Malysheva S., Vakul’skaya T., Tirsky V., Martynovich E., Smetannikov Y., Tarasova N.P., Radiation defect formation processes as a method for activation of Red Phosphorus in the Trofimov-Gusarova Reaction. // Arkivoc., 2003, 4 (XIII), 196—204
- Tarasova N.P., Smetannikov Yu.V. Polyiansky D.E., Synthesis of Polymeric Forms of Phosphorus. // Green Industrial Applications of Ionic Liquids. / Kluwer Academic Publ. , 2003, 537—544
- Тарасова Н. П., Кузнецов В. А., Сметанников Ю. В., Малков А. В., Додонова А. А. Задачи и вопросы по химии окружающей среды: учеб. пособие для вузов.. — М.: Мир, 2002.
- Тарасова Н. П., Сметанников Ю. В., Пермяков И. В. Радиационно-химический синтез фосфорсодержащих полимеров в присутствии неорганических добавок. // Доклады Академии наук. — 2001. — Т. 380, № 2. — С. 204—207.